# Anagyrus nigriflagellum
Anagyrus nigriflagellum är en stekelart som först beskrevs av Girault 1915.  Anagyrus nigriflagellum ingår i släktet Anagyrus och familjen sköldlussteklar. Inga underarter finns listade i Catalogue of Life.